# Take It Out in Trade
Take It Out in Trade est un film pornographique américain réalisé par Ed Wood, sorti en 1970.

## Fiche technique
- Titre : Take It Out in Trade
- Réalisation : Ed Wood
- Scénario : Ed Wood
- Production : Edward Ashdown et Richard Gonzalez
- Photographie : Hal Guthu
- Montage : Ed Wood
- Pays d'origine : États-Unis
- Format : Couleur - 1,37:1 - Mono
- Genre : Comedie
- Durée : 80 minutes
- Date de sortie : 1970

## Distribution
- Nona Carver - Sleazy Maisie Rumpledinck
- Duke Moore - Frank Riley
- Michael Donovan O'Donnell - Mac McGregor
- Donna Stanley - Shirley Riley
- Ed Wood - Alecia, un travesti
- Linda Colpin
- Monica Gayle